# Stoffelsmühle (Nordhalben)
Stoffelsmühle ist ein Gemeindeteil des Marktes Nordhalben im Landkreis Kronach (Oberfranken, Bayern).

## Geographie
Der Weiler liegt im tief eingeschnittenen Tal der Rodach und an der Ölsnitz, die dort als linker Zufluss in die Rodach mündet. Im Nordosten grenzt der Langenbacher Forst an und im Süden der Obere Geroldsgrüner Forst, beides gemeindefreie Gebiete. Die Staatsstraße 2707 verläuft die Rodach entlang nach Steinwiesen (8,5 km südwestlich). Die Staatsstraße 2198 verläuft die Rodach entlang zur Thomasmühle bei Nordhalben (1,5 km nördlich) bzw. der Ölsnitz entlang nach Dürrenwaid (3 km östlich).

## Geschichte
Gegen Ende des 18. Jahrhunderts gab es in Stoffelsmühle ein Anwesen. Das Hochgericht übte das bayreuthische Richteramt Lichtenberg aus. Die Grundherrschaft über die Schneidmühle hatte das Kastenamt Lichtenberg.
Von 1797 bis 1808 unterstand der Ort dem Justiz- und Kammeramt Naila. Mit dem Gemeindeedikt wurde Stoffelsmühle dem 1808 gebildeten Steuerdistrikt Steinbach bei Geroldsgrün und der 1818 gebildeten Ruralgemeinde Heinersberg zugewiesen. Am 1. Mai 1978 wurde Stoffelsmühle im Zuge der Gebietsreform in Bayern nach Nordhalben eingemeindet.

### Baudenkmal
- Floßbach

### Einwohnerentwicklung
| Jahr      | 001802 | 001818 | 001861 | 001871 | 001885 | 001900 | 001925 | 001950 | 001961 | 001970 | 001987 |
| Einwohner | 9      | *      | 18     | 20     | 10     | 18     | 15     | 62     | 32     | 25     | 14     |
| Häuser    | 1      | *      |        |        | 3      | 2      | 4      | 6      | 6      |        | 5      |
| Quelle    | [ 7 ]  | [ 5 ]  | [ 8 ]  | [ 9 ]  | [ 10 ] | [ 11 ] | [ 12 ] | [ 13 ] | [ 14 ] | [ 15 ] | [ 1 ]  |

## Religion
Der Ort ist evangelisch-lutherisch geprägt und war ursprünglich nach St. Jakobus (Geroldsgrün) gepfarrt. Seit den 1920er Jahren wird Stoffelsmühle von der evangelischen Jubilate-Kirche in Grund betreut, die zunächst eine Pfarrvikarie war, mittlerweile zur Pfarrei Heinersberg-Nordhalben erhoben wurde.